# Orlando Jorge Villegas
Orlando Salvador Jorge Villegas (2 de febrero de 1991) es un comunicador, director de prensa, empresario de publicidad y político dominicano.

## Primeros años, familia y educación
Jorge Villegas nació el 2 de febrero de 1991 en el seno de una prominente familia de la clase alta de Santiago de los Caballeros con conexiones políticas. Sus padres son Patricia Villegas, diplomática y abogada, y Orlando Jorge Mera, político y abogado. Tiene una hermana. Su tía paterna Dilia Leticia Jorge Mera es viceministra administrativa de la Presidencia desde 2020. Su abuelo paterno Salvador Jorge Blanco fue presidente de la República Dominicana de 1982 a 1986. Su tatarabuelo materno Faustino de Soto fue un destacado senador de la provincia de El Seibo (radicado en Higüey) en el siglo XIX. Es pentanieto del general Ramón Santana, hermano gemelo del teniente general Pedro Santana, primer presidente de la República Dominicana y marqués de Las Carreras.
Jorge Villegas estudió comunicación social en la Pontificia Universidad Católica Madre y Maestra. Tiene una maestría de la Escuela de Organización Industrial.

## Televisión y radio
Jorge Villegas ha sido director de "Antena Latina", "Telenoticias 11" y "Antena Noticias 7".
Desde 2020 Jorge labora en el programa de radio "El Sol de la Mañana".

## Política
Jorge Villegas, miembro del Partido Revolucionario Moderno, fue elegido a la Cámara de Diputados de la República Dominicana por la circunscripción #1 del Distrito Nacional en junio de 2020 tomando posesión el 16 de agosto de dicho año. Jorge es uno de los miembros más jóvenes del Congreso dominicano.
Él es miembro del Grupo Parlamentario de Amistad Dominico-Brasil.
En mayo de 2022 sometió el proyecto de ley que crea el Alerta AMBER en la República Dominicana.